# Le Dernier Voyage (film, 1929)
Pour les articles homonymes, voir Le Dernier Voyage.
Pour plus de détails, voir Fiche technique et Distribution.
Le Dernier Voyage (Side Street) est un film américain réalisé par Malcolm St. Clair, sorti en 1929.

## Synopsis
Ce film raconte les exploits de trois frères irlandais ayant suivi des chemins de vie radicalement différents. Tom est un policier aimable tandis que Matt est chirurgien. Le troisième frère, Owen, est le mouton noir de la famille qui gagne sa vie en vendant de l'alcool illégal. Il opère sous le pseudonyme de Barney Muller. Les choses se passent bien pour le gang Muller jusqu'à ce qu'ils commettent un meurtre et que Tom, nouvellement promu, soit chargé d'enquêter sur l'affaire.

## Fiche technique
- Titre : Le Dernier Voyage
- Titre original : Side Street
- Réalisation : Malcolm St. Clair
- Scénario : Malcolm St. Clair, John Russell, George O'Hara et Jane Murfin
- Photographie : William Marshall et Nicholas Musuraca
- Direction artistique : Max Rée
- Montage : Jack Kitchin (en)
- Production : William LeBaron
- Société de production : RKO Pictures
- Sociétés de distribution : RKO Pictures
- Pays de production :  États-Unis
- Langue originale : Anglais
- Format : Noir et blanc - 1.20 :1 - Son : Mono
- Genre : Drame - Policier
- Durée : 74 minutes
- Dates de sortie : 
  - États-Unis : 8 septembre 1929 (première)
  - États-Unis : 15 septembre 1929
  - France : 11 mars 1932

## Distribution
- Tom Moore : Jimmy O'Farrell
- Owen Moore : Dennis O'Farrell
- Matt Moore : John O'Farrell
- Emma Dunn : Mme Nora O'Farrell
- Katherine Perry : Kathleen Doyle
- Frank Sheridan : M. Tom O'Farrell
- Arthur Housman : Silk Ruffo
- Mildred Harris : Bunny
- Walter MacNamara : Patrick Doyle

### Non-crédités
- Edwin August : Mac
- Irving Bacon : Slim
- June Clyde : Judy
- Heinie Conklin : Homme ivre à la fête
- George Raft : Georgie Ames
- Al Hill : Blondie
- Ray Turner : Majordome de Muller
- Dan Wolheim : Pinkie